# Lilly (Pensilvania)
Lilly es un borough ubicado en el condado de Cambria en el estado estadounidense de Pensilvania. En el año 2000 tenía una población de 948 habitantes y una densidad poblacional de 754 personas por km².

## Geografía
Lilly se encuentra ubicado en las coordenadas 40°25′30″N 78°37′14″O / 40.42500, -78.62056.

## Demografía
Según la Oficina del Censo en 2000 los ingresos medios por hogar en la localidad eran de $27,917 y los ingresos medios por familia eran $38,750. Los hombres tenían unos ingresos medios de $29,063 frente a los $18,929 para las mujeres. La renta per cápita para la localidad era de $15,984. Alrededor del 7.8% de la población estaba por debajo del umbral de pobreza.